# ونگوارد، ساسکاچوان
ونگوارد، ساسکاچوان (به انگلیسی: Vanguard, Saskatchewan) یک منطقهٔ مسکونی در Canada است که در Saskatchewan واقع شده‌است.

## خصوصیات
ونگوارد ۱٫۸۶ کیلومترمربع مساحت و ۱۸۷ نفر جمعیت دارد.